# Cabezas, Bolivia
Cabezas är en ort i Bolivia.   Den ligger i departementet Santa Cruz, i den centrala delen av landet, 210 km öster om huvudstaden Sucre. Cabezas ligger 457 meter över havet och antalet invånare är 1 392.
Terrängen runt Cabezas är huvudsakligen platt, men västerut är den kuperad. Trakten runt Cabezas är nära nog obefolkad, med mindre än två invånare per kvadratkilometer.. Närmaste större samhälle är Abapó, 13,3 km sydväst om Cabezas.
I omgivningarna runt Cabezas växer i huvudsak lövfällande lövskog.